# 12 octombrie
ianuarie • februarie • martie  • aprilie  • mai  • iunie  • iulie  • august  • septembrie  • octombrie  • noiembrie  • decembrie
12 octombrie este a 285-a zi a calendarului gregorian și a 286-a zi în anii bisecți. Mai sunt 80 de zile până la sfârșitul anului.

## Evenimente

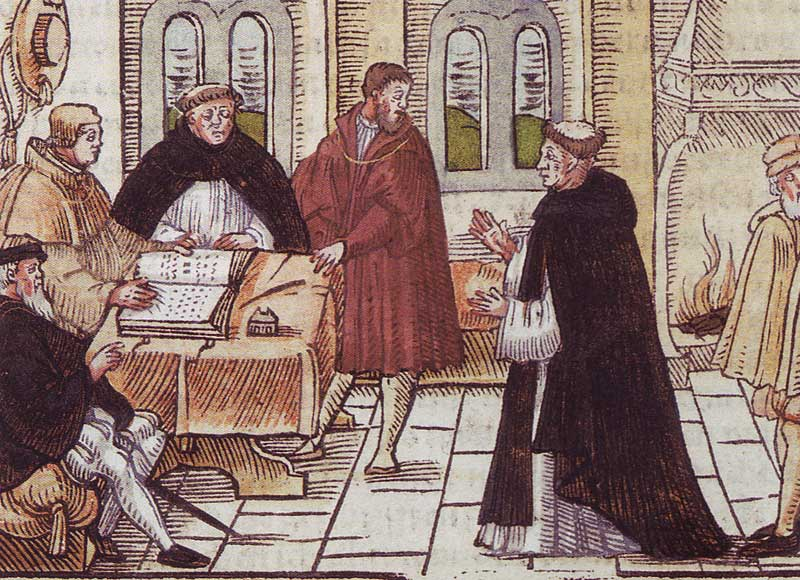
1518: Începe interogarea lui Martin Luther de către trimisul papal, cardinalul Thomas Cajetan, interogare care s-a încheiat la 14 octombrie.

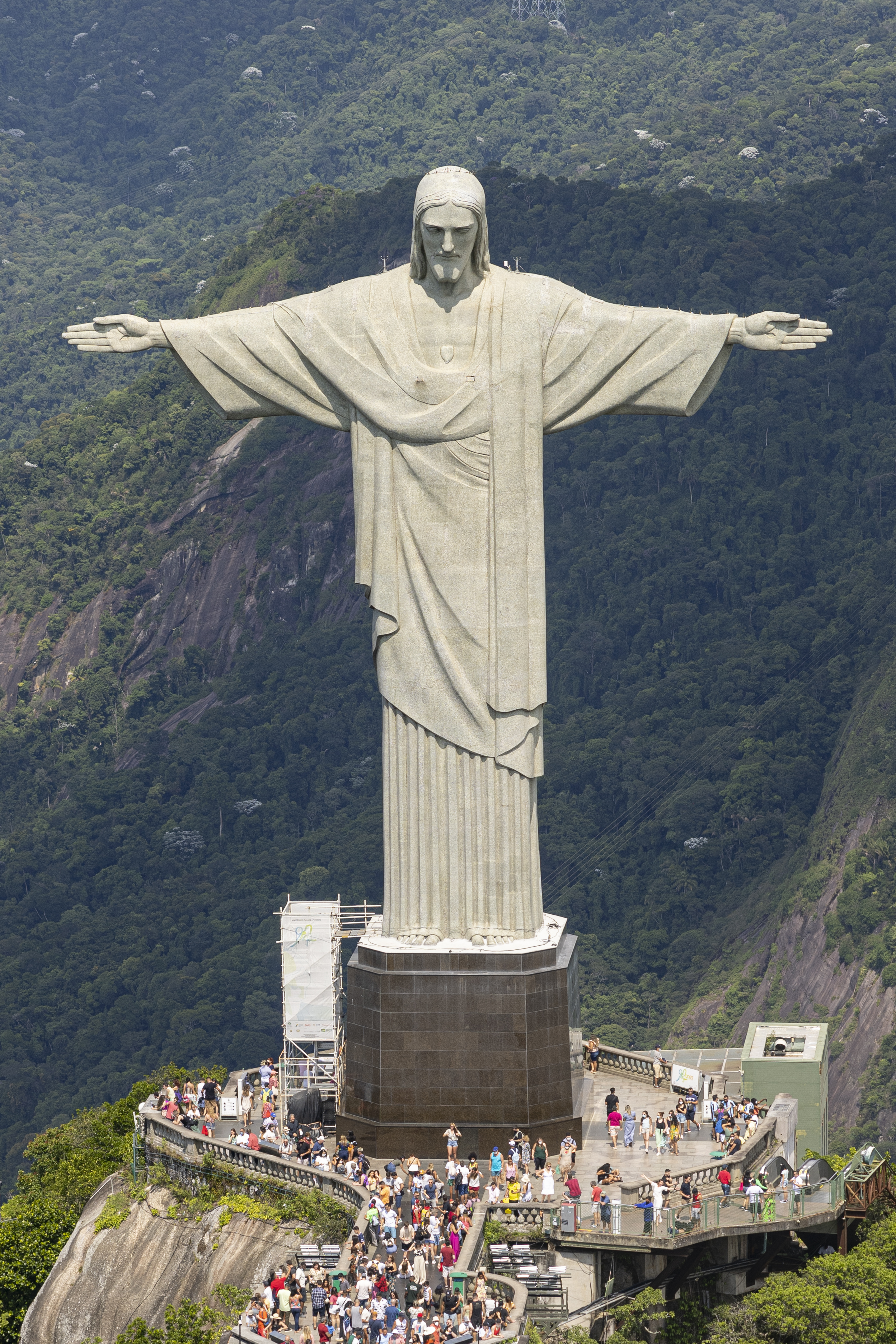
1931: Se inaugurează statuia lui Cristos Mântuitorul din Rio de Janeiro, Brazilia. Are 30 de metri înălțime (fără să se includă cei 8 metri ai soclului), lățimea între brațe este de 28 metri, are o greutate de 635 de tone și este situată pe vârful muntelui Corcovado la o altitudine de 700 de metri.

- 1449: Bătălia de la Tămășeni, pe Siret. Cu sprijinul lui Iancu de Hunedoara, Bogdan al II–lea devine domn al Moldovei.
- 1492: Cristofor Columb a acostat în Insulele Bahamas, crezând că a ajuns în Asia de Est și nerealizând că a ajuns în apropierea coastelor Americii.
- 1518: Începe interogarea lui Martin Luther de către trimisul papal, cardinalul Thomas Cajetan, interogare care s-a încheiat la 14 octombrie.
- 1595: Ștefan Răzvan, domn al Moldovei, ocupă Bucureștii.
- 1777: Grigore al III-lea Ghica este ucis la Iași din porunca sultanului.
- 1793: Regina Franței, Maria Antoaneta este chemată la primul interogatoriu, în fața lui Fouqhier-Tinville, acuzator public, a unui asesor și a câtorva copiști. Fouqhier-Tinville va încheia actul de acuzare cu cuvintele: "Maria Antoaneta, văduva lui Ludovic Capet, a fost, cât timp a stat în Franța, flagelul și vampirul francezilor".
- 1808: Napoleon I și Alexandru I semnează convenția prin care Rusia anexează Moldova și Țara Românească.
- 1810: Primul festival Oktoberfest: Cetățenii din München au fost invitați să se bucure de celebrarea căsătoriei prințului Ludwig I al Bavariei cu prințesa Therese von Sachsen-Hildburghausen.
- 1822: Pedro I este proclamat împărat al Braziliei.
- 1823: Scoțianul Charles MacIntosh a pus în vânzare primele pelerine de ploaie.
- 1872: Decret imperial privind înființarea Universității Franz Joseph din Cluj, cu patru facultăți: filosofie și litere, matematică și științele naturii, drept și medicină.
- 1910: A fost descoperit, în catedrala din Aachen, sarcofagul cu rămășițele împăratului Otto al III-lea (Sfântul Imperiu Roman) (980-1002).
- 1915: Asistenta medicală britanică Edith Cavell a fost executată de germani pentru că a ajutat trupele Antantei să se retragă din Belgia.
- 1925: A fost inaugurată Universitatea Guadalajara din Mexic.
- 1931: Se încheie procesul de constituire a Frontului de la Harzburg, din care făceau parte partidele de extremă dreaptă germane.
- 1931: Se inaugurează statuia lui Cristos Mântuitorul din Rio de Janeiro, Brazilia. Are 30 de metri înălțime fără să se includă cei 8 metri ai soclului, lățimea între brațe este de 28 metri, are o greutate de 635 de tone și este situată pe vârful muntelui Corcovado la o altitudine de 700 de metri.
- 1944: Municipiul Oradea a fost eliberat de către unități militare românești și sovietice, de sub ocupația maghiară fascistă. Ziua orașului.
- 1946: A fost înființat Institutul de Endocrinologie "C.I. Parhon", din București.
- 1960: Nikita Hrușciov înfuriat lovește cu pantoful în masă la Adunarea Generală a Organizației Națiunilor Unite, pentru a protesta la o afirmație a unui lider filipinez despre politica sovietică colonială a Uniunii Sovietice în Europa de Est.
- 1964: Sovieticii au lansat Voskhod I în spațiu, prima navă spațială capabilă să transporte trei persoane pe orbita Pământului.
- 1968: Se deschide a XIX-a ediție a Jocurilor Olimpice de Vară din Mexico City, Mexic; România a obținut 15 medalii (4 aur, 6 argint, 5 bronz).
- 1983: Fostul prim-ministru japonez Tanaka Kakuei este găsit vinovat că a luat mită de 2 milioane de dolari de la Lockheed Corporation și este condamnat la patru ani de închisoare.
- 1984: Încercarea de asasinare a premierului Margaret Thatcher de către Armata republicană provizorie irlandeză eșuează. Bomba ucide cinci persoane și 31 de persoane sunt rănite.
- 1994: Sonda spațială Magellan arde în atmosfera lui Venus.
- 2000: Distrugătorul american USS Cole, ancorat în portul Aden, Yemen, este grav afectat de un bombardament al-Qaida, care ucide 17 membri ai echipajului și rănește cel puțin 39 de persoane.
- 2005: A fost lansată a doua misiune chineză cu oameni la bord, Shenzhou 6, pentru 5 zile pe orbită.
- 2019: Eliud Kipchoge din Kenya devine prima persoană care a alergat un maraton în mai puțin de două ore cu un timp de 1:59:40, la maratonul de la Viena.[1]

## Nașteri
- 1537: Regele Eduard al VI-lea al Angliei (d. 1553)
- 1798: Împăratul Pedro I al Braziliei (d. 1834)
- 1834: Infanta Amelia Filipina a Spaniei (d. 1905)
- 1860: Elmer Ambrose Sperry, inventator și om de afaceri american (d. 1930)

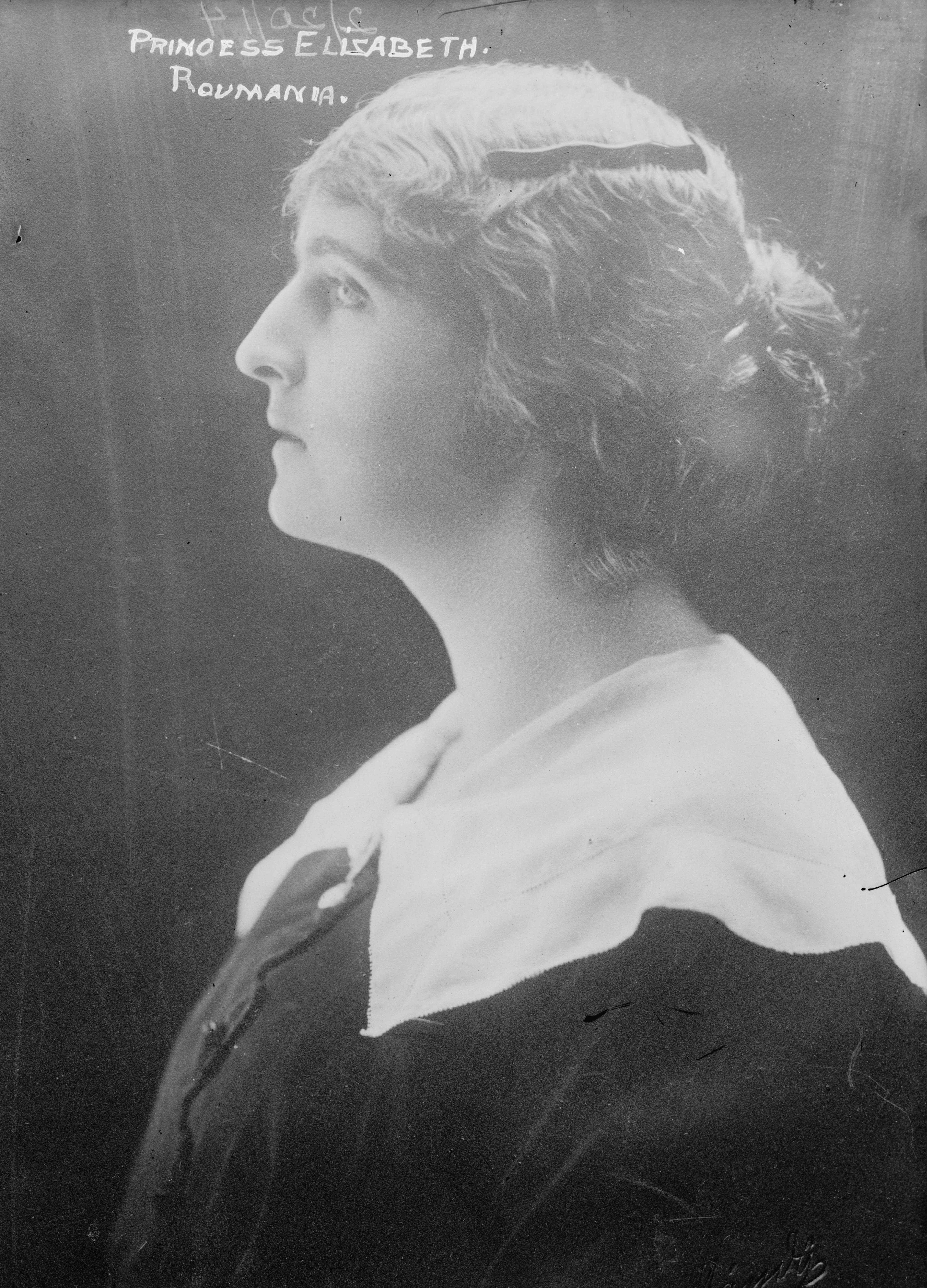
Elisabeta a României
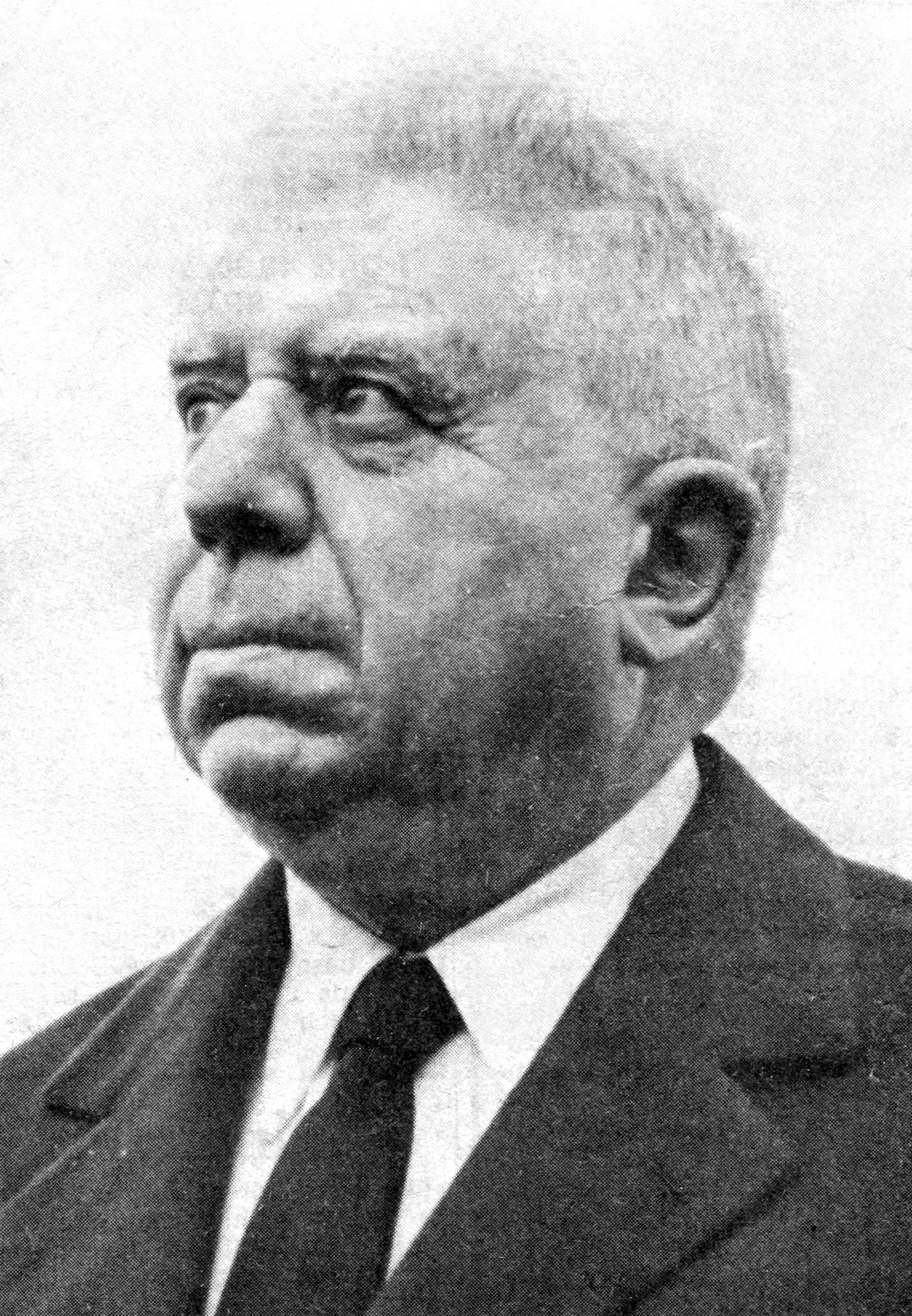
Eugenio Montale, poet italian, laureat Nobel
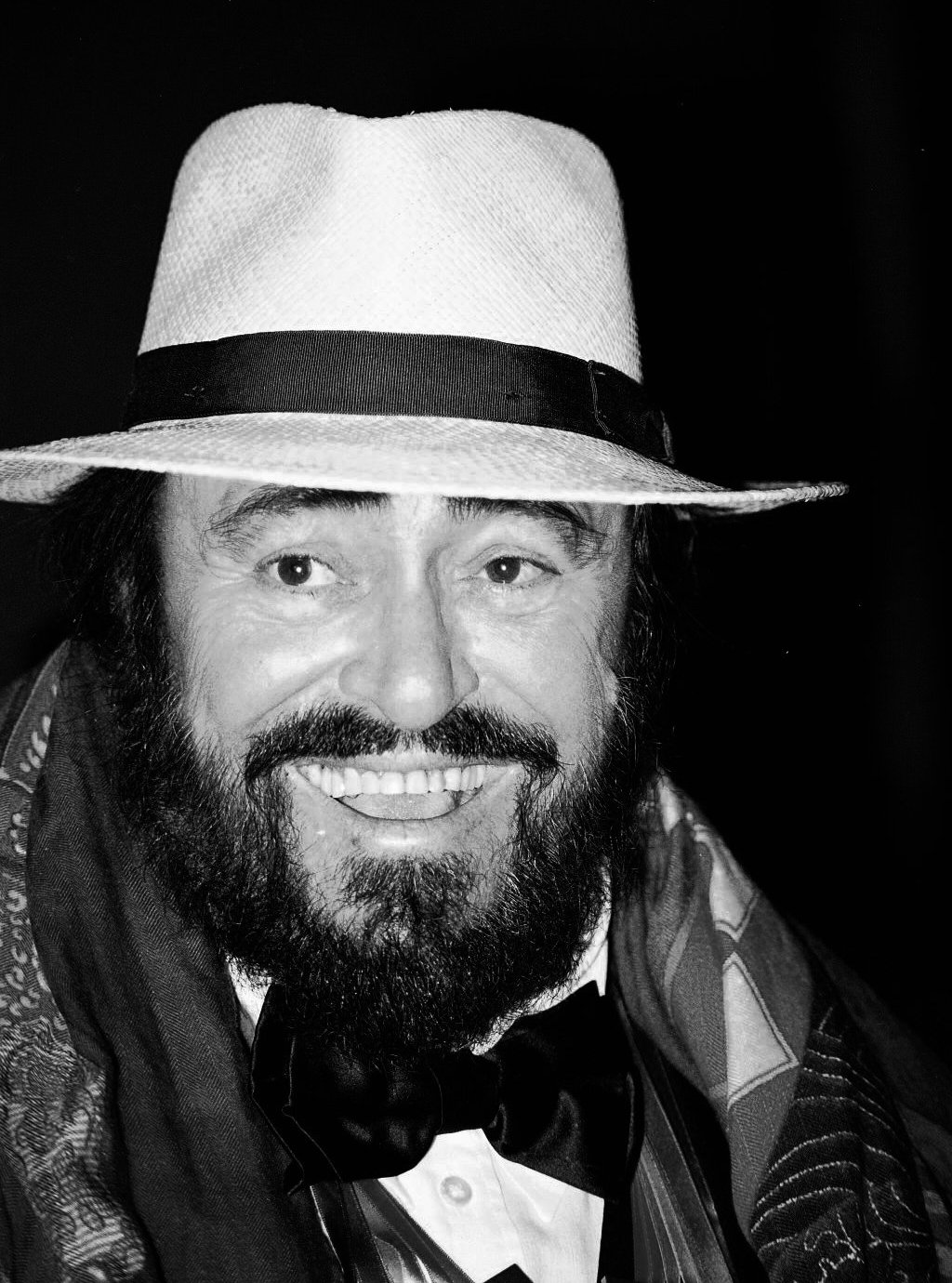
Luciano Pavarotti, tenor italian

- 1865: Arthur Harden, chimist englez, laureat Nobel (d. 1940)
- 1866: Ramsay MacDonald, politician scoțian, prim-ministru al Regatului Unit (d. 1937)
- 1881: Cecil B. de Mille, regizor american (d. 1959)
- 1894: Elisabeta a României, fiica Regelui Ferdinand I și a Reginei Maria (d. 1956)
- 1896: Eugenio Montale, poet italian, laureat al Premiului Nobel (d. 1981)
- 1935: Luciano Pavarotti, tenor italian (d. 2007)
- 1949: Carlos Șacalul, terorist venezuelan
- 1951: Peter Goldsworthy, scriitor australian
- 1954: Delia Brândușescu, sculptoriță română
- 1956: Mihai Gruia Sandu, actor, dramaturg și regizor român
- 1960: Marcel Pușcaș, fost mijlocaș și antrenor de fotbal român
- 1967: Saara Kuugongelwa-Amadhila, politician namibian, prim-ministru din 2015
- 1967: Cristian Pustai, antrenor român de fotbal
- 1968: Daniela Gyorfi, cântăreață română de origine maghiară
- 1968: Hugh Jackman, actor și producător australian de filme
- 1971: Ionel Gane, fotbalist român
- 1980: Kim Kardashian, actriță, fotomodel și vedetă de televiziune americană
- 1982: Paweł Golański, fotbalist polonez
- 1986: Michael Woods, ciclist canadian
- 2005: Jacopo Hosciuc, motociclist român

## Decese
- 0638: Papa Honoriu I
- 0642: Papa Ioan al IV-lea
- 1492: Piero della Francesca, pictor italian (n. 1415)

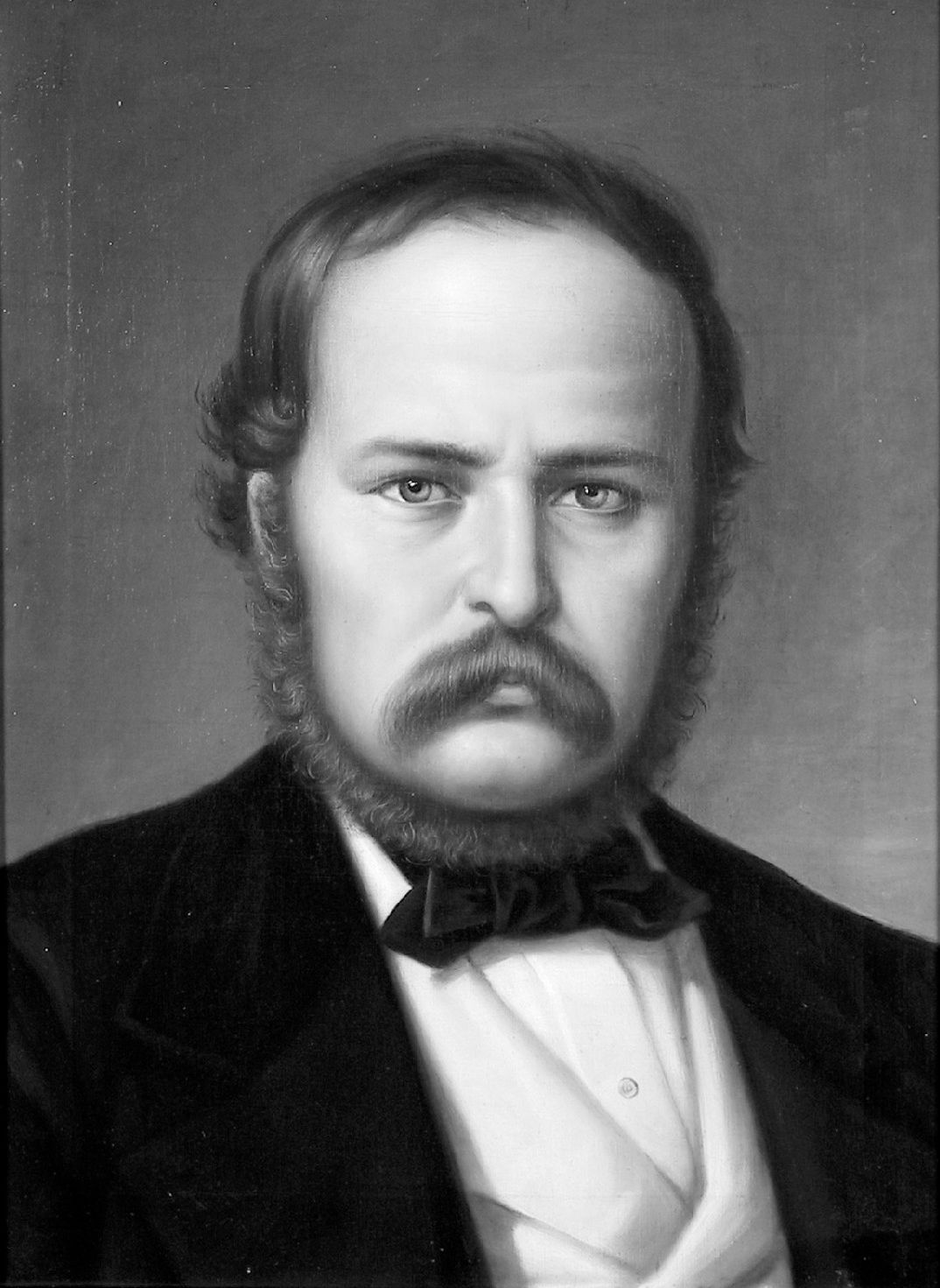
Andrei Mureșanu, poet și revoluționar român
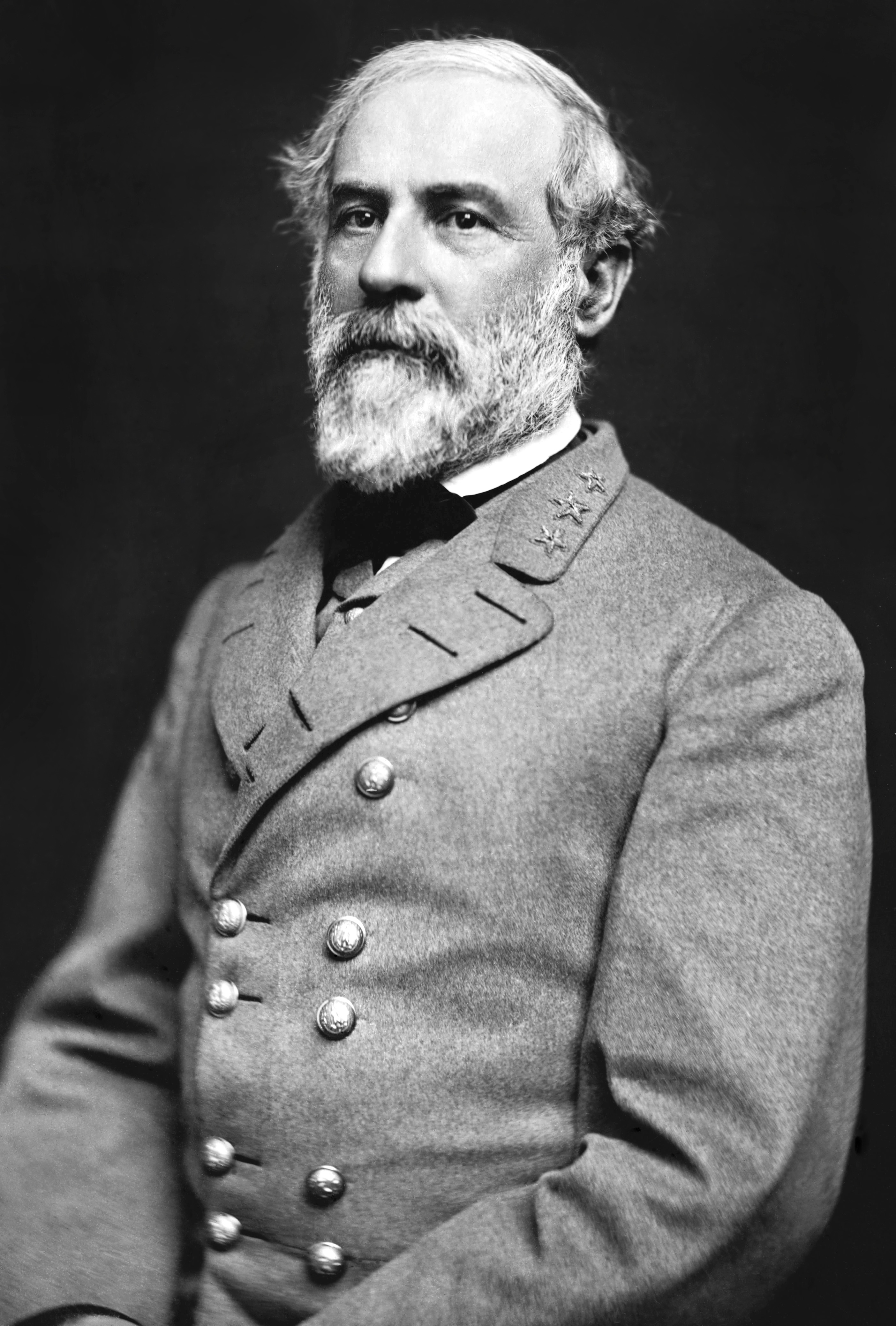
Robert Lee, general american
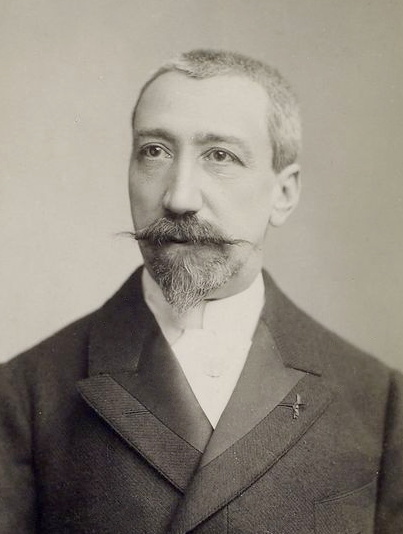
Anatole France, autor francez, laureat Nobel

- 1576: Maximilian al II-lea, împărat roman (n. 1527)
- 1590: Kanō Eitoku, pictor japonez (n. 1543)
- 1654: Carel Fabritius, pictor neerlandez (n. 1622)
- 1730: Frederick al IV-lea, rege al Danemarcei și al Norvegiei (n. 1671)
- 1777: Grigore al III-lea Ghica, domnitor al Moldovei
- 1837: Wilhelmine a Prusiei, soția regelui William I al Olandei (n. 1774)
- 1859: Robert Stephenson, inginer britanic (n. 1803)
- 1863: Andrei Mureșanu, poet, creatorul marșului revoluționar de la 1848 (n. 1816)
- 1870: Robert Lee, general american, comandantul armatei sudiste în timpul Războiului de secesiune (n. 1807)
- 1882: George Pomuț, general american de origine română (n. 1818)
- 1924: Antonio Muñoz Degrain, pictor spaniol (n. 1840)
- 1924: Anatole France, autor francez, laureat al Premiului Nobel (n. 1844)
- 1965: Paul Hermann Müller, biochimist elvețian, laureat al Premiului Nobel (n. 1899)
- 1969: Sonja Henie, patinatoare americană de origine norvegiană, campioană mondială la patinaj între 1927- 1936 (n. 1912)
- 1970: Ghennadi Miciurin, actor sovietic (n. 1897)
- 1971: Dean Gooderham Acheson, om politic american (n. 1893)
- 1994: Manole Marcus, regizor român de film (n. 1928)
- 2020: Ion Predescu, jurist și politician român, judecător al Curții Constituționale a României, în perioada 2004-2013 (n. 1927)
- 2021: Marcel Petrișor, profesor și scriitor român, fost deținut politic (n. 1930)

## Sărbători
- Spania: Sărbătoare națională. "Ziua Hispanității"
- Guineea Ecuatorială: Ziua națională (1960)
- 2005: Ziua Internațională a prevenirii catastrofelor naturale (a doua miercuri din octombrie)
- 2005: Hinduism - Dussehra
- 2005: Iudaism - Yom Kippur